# Epitáfium
Az epitáfium (halotti pajzs, illetve tábla; (← latin epitaphium ’gyászbeszéd’ ← ógörög ἐπιτάφιον epitaphion ’gyászbeszéd’ ← ógörög ἐπιτάφιος epitaphiosz ’a sírhelyen’ ← ógörög ἐπι- epi- ’[valami]n’ + τάφος taphosz ’sírhely’, ’síremlék’) a templomokban, sírkápolnákban, temetők falában stb. elhelyezett, a halottnak emléket állító, díszes keretű, föliratos kép, dombormű vagy tábla, a síremlékek egyik típusa.

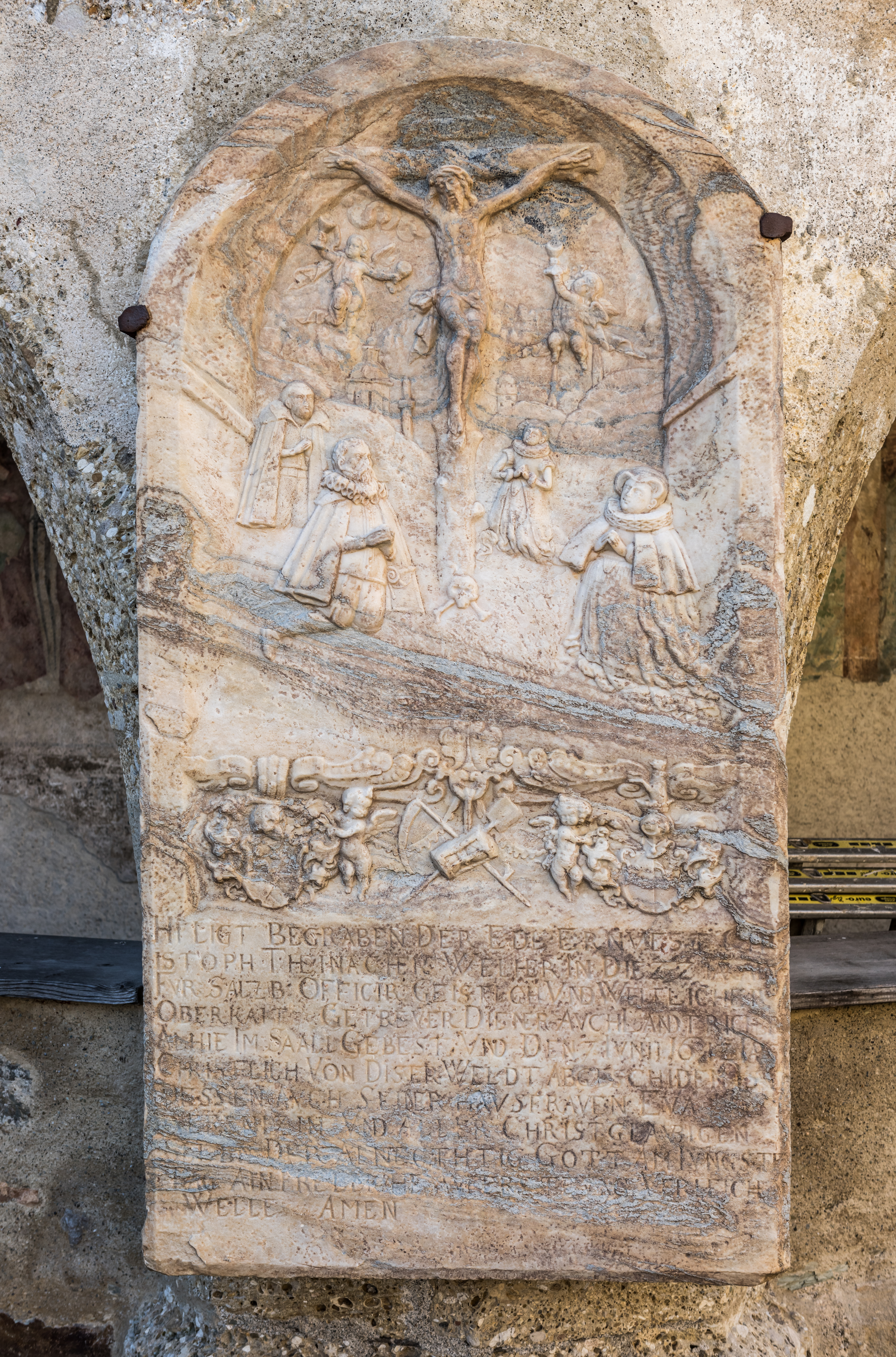
Tábla az ausztriai Karintia tartomány Maria Saal mezővárosának templomában. Krisztus keresztre feszítését ábrázoló domborművet 1612-ben Martin Pacobello faragta.

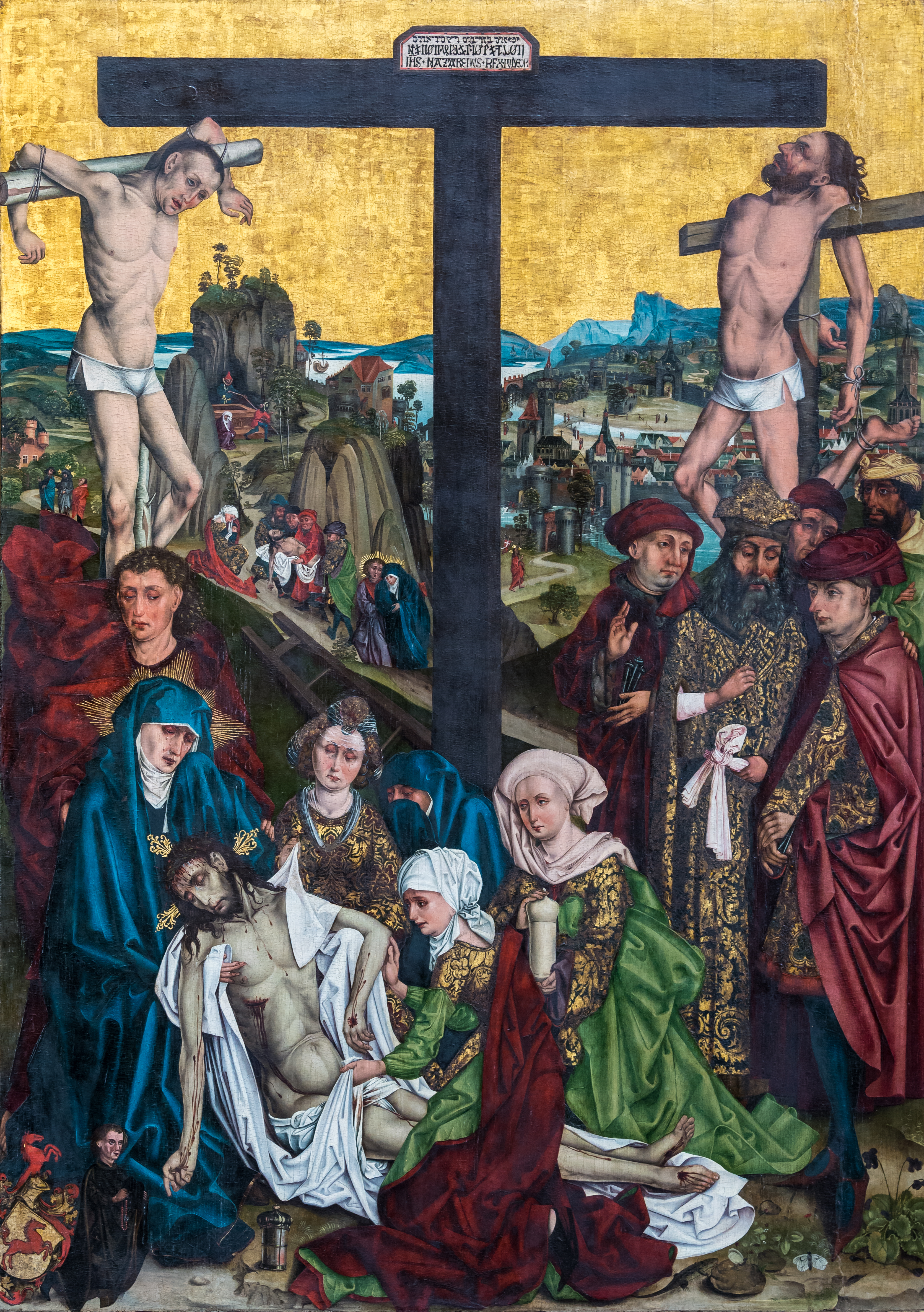
Georg Keyper epitáfiuma (1484) Nürnbergben. A keresztlevételt ábrázoló, temperával festett táblakép Michael Wolgemut (1434–1519) munkája.

## Története
A 14. századtól használják, eredetileg a sírnyílás lezárására szolgált.Idővel mind gyakrabban a sírhelytől függetlenül helyezték el. Eleinte fából vagy kőből készült, és többnyire festéssel díszítették. Európában a 16/17. század fordulójától vált igazán gyakorivá. Ebből az időből számos példánya maradt fenn az akkori Magyarország területén, elsősorban a Felvidéken és Erdélyben.

## Kialakítása
A keresztény kultúrában főhelyét rendszerint az elhunytat családjával bemutató kép vagy dombormű foglalja el, de az ábrázolt jelenet kapcsolódhat általában a halálhoz, illetve a túlvilági élethez:
- Krisztus a kereszten,
- a kereszt tövében imádkozó elhunytak vagy hozzátartozóik,
- Krisztus feltámadása,
- Utolsó ítélet

stb.
A halottak emlékét nem ritkán hosszú föliratok vagy sírversek örökítik meg, ekként az epitáfium és a sírfelirat átmenete folyamatos; a két kategória pontosan el nem határolható.